# Japan Open Tennis Championships 2018 - Doppio
Ben McLachlan e Yasutaka Uchiyama erano i detentori del titolo, ma non hanno partecipato insieme a questa edizione del torneo. McLachlan ha fatto coppia con Jan-Lennard Struff, difendendo il titolo dopo avere battuto in finale Raven Klaasen e Michael Venus con il punteggio di 6-4, 7-5. Uchiyama ha fatto coppia con Joe Salisbury, perdendo in semifinale contro Klaasen e Venus.

## Teste di serie
1. Henri Kontinen /  John Peers (primo turno)
2. Jamie Murray /  Bruno Soares (quarti di finale)

1. Raven Klaasen /  Michael Venus (finale)
2. Ben McLachlan /  Jan-Lennard Struff (campioni)

## Qualificati
1. Fabrice Martin /  Gilles Simon (quarti di finale)

## Wild card
1. Yoshihito Nishioka /  Kaito Uesugi (primo turno)

1. Joe Salisbury /  Yasutaka Uchiyama (semifinale)

## Tabellone

### Legenda
| - Q = Qualificato - WC = Wild card - LL = Lucky loser | - ALT = Alternate - SE = Special Exempt - PR = Protected Ranking | - w/o = Walkover - r = Ritirato - d = Squalificato |

|  | Primo turno              | Primo turno              | Primo turno              | Primo turno | Primo turno |  |  | Quarti di finale | Quarti di finale       | Quarti di finale       | Quarti di finale       | Quarti di finale       |    |      | Semifinali | Semifinali             | Semifinali             | Semifinali        | Semifinali        |   |   | Finale | Finale | Finale | Finale | Finale |  |
|  |                          |                          |                          |             |             |  |  |                  |                        |                        |                        |                        |    |      |            |                        |                        |                   |                   |   |   |        |        |        |        |        |  |
|  | 1                        | H Kontinen J Peers       | 6                        | 64          | [7]         |  |  |                  |                        |                        |                        |                        |    |      |            |                        |                        |                   |                   |   |   |        |        |        |        |        |  |
|  | Q                        | F Martin G Simon         | 3                        | 7           | [10]        |  |  | Q                | F Martin G Simon       | F Martin G Simon       | 65                     | 68                     |    |      |            |                        |                        |                   |                   |   |   |        |        |        |        |        |  |
|  | R Haase M Middelkoop     | R Haase M Middelkoop     | R Haase M Middelkoop     | 6           | 6           |  |  |                  | R Haase M Middelkoop   | R Haase M Middelkoop   | 7                      | 7                      |    |      |            |                        |                        |                   |                   |   |   |        |        |        |        |        |  |
|  | D Medvedev A-u-H Qureshi | D Medvedev A-u-H Qureshi | D Medvedev A-u-H Qureshi | 4           | 3           |  |  |                  |                        |                        |                        |                        |    |      |            | R Haase M Middelkoop   | R Haase M Middelkoop   | 1                 | 4                 |   |   |        |        |        |        |        |  |
|  | 4                        | B McLachlan J-L Struff   | B McLachlan J-L Struff   | 7           | 7           |  |  |                  |                        | 4                      | B McLachlan J-L Struff | B McLachlan J-L Struff | 6  | 6    |            |                        |                        |                   |                   |   |   |        |        |        |        |        |  |
|  |                          | J Peralta H Zeballos     | J Peralta H Zeballos     | 64          | 5           |  |  | 4                | B McLachlan J-L Struff | B McLachlan J-L Struff | 6                      | 6                      |    |      |            |                        |                        |                   |                   |   |   |        |        |        |        |        |  |
|  | H Chung M Ebden          | H Chung M Ebden          | H Chung M Ebden          | 6           | 6           |  |  |                  | H Chung M Ebden        | H Chung M Ebden        | 4                      | 4                      |    |      |            |                        |                        |                   |                   |   |   |        |        |        |        |        |  |
|  | R Gasquet A Mannarino    | R Gasquet A Mannarino    | R Gasquet A Mannarino    | 4           | 4           |  |  |                  |                        |                        |                        |                        |    |      | 4          | B McLachlan J-L Struff | B McLachlan J-L Struff | 6                 | 7                 |   |   |        |        |        |        |        |  |
|  | D Inglot F Škugor        | D Inglot F Škugor        | D Inglot F Škugor        | 7           | 6           |  |  |                  |                        |                        |                        |                        |    |      |            |                        | 3                      | R Klaasen M Venus | R Klaasen M Venus | 4 | 5 |        |        |        |        |        |  |
|  | D Džumhur S González     | D Džumhur S González     | D Džumhur S González     | 63          | 2           |  |  |                  | D Inglot F Škugor      | 6                      | 67                     | [9]                    |    |      |            |                        |                        |                   |                   |   |   |        |        |        |        |        |  |
|  |                          | S Johnson D Schwartzman  | S Johnson D Schwartzman  | 5           | 2           |  |  | 3                | R Klaasen M Venus      | 3                      | 7                      | [11]                   |    |      |            |                        |                        |                   |                   |   |   |        |        |        |        |        |  |
|  | 3                        | R Klaasen M Venus        | R Klaasen M Venus        | 7           | 6           |  |  |                  |                        |                        |                        |                        |    |      | 3          | R Klaasen M Venus      | 4                      | 7                 | [18]              |   |   |        |        |        |        |        |  |
|  | WC                       | Y Nishioka K Uesugi      | Y Nishioka K Uesugi      | 3           | 65          |  |  |                  |                        | WC                     | J Salisbury Y Uchiyama | 6                      | 62 | [16] |            |                        |                        |                   |                   |   |   |        |        |        |        |        |  |
|  | WC                       | J Salisbury Y Uchiyama   | J Salisbury Y Uchiyama   | 6           | 7           |  |  | WC               | J Salisbury Y Uchiyama | 7                      | 4                      | [10]                   |    |      |            |                        |                        |                   |                   |   |   |        |        |        |        |        |  |
|  |                          | D Sharan A Sitak         | D Sharan A Sitak         | 3           | 5           |  |  | 2                | J Murray B Soares      | 64                     | 6                      | [3]                    |    |      |            |                        |                        |                   |                   |   |   |        |        |        |        |        |  |
|  | 2                        | J Murray B Soares        | J Murray B Soares        | 6           | 7           |  |  |                  |                        |                        |                        |                        |    |      |            |                        |                        |                   |                   |   |   |        |        |        |        |        |  |

## Qualificazioni

### Teste di serie
1. Maks Mirny /  Philipp Oswald (primo turno)

1. James Cerretani /  Nick Kyrgios (ultimo turno)

### Qualificati
1. Fabrice Martin /  Gilles Simon

### Tabellone
|  | Primo turno | Primo turno                      | Primo turno | Primo turno | Primo turno |  |  | Ultimo turno | Ultimo turno                 | Ultimo turno                 | Ultimo turno | Ultimo turno |  |
|  |             |                                  |             |             |             |  |  |              |                              |                              |              |              |  |
|  | 1           | Maks Mirny Philipp Oswald        | 6           | 3           | [10]        |  |  |              |                              |                              |              |              |  |
|  |             | Fabrice Martin Gilles Simon      | 3           | 6           | [12]        |  |  |              | Fabrice Martin Gilles Simon  | Fabrice Martin Gilles Simon  | 7            | 6            |  |
|  | WC          | Yusuke Takahashi Yosuke Watanuki | 3           | 7           | [11]        |  |  | 2            | James Cerretani Nick Kyrgios | James Cerretani Nick Kyrgios | 5            | 4            |  |
|  | 2           | James Cerretani Nick Kyrgios     | 6           | 5           | [13]        |  |  |              |                              |                              |              |              |  |